# 西喀爾巴阡山脈

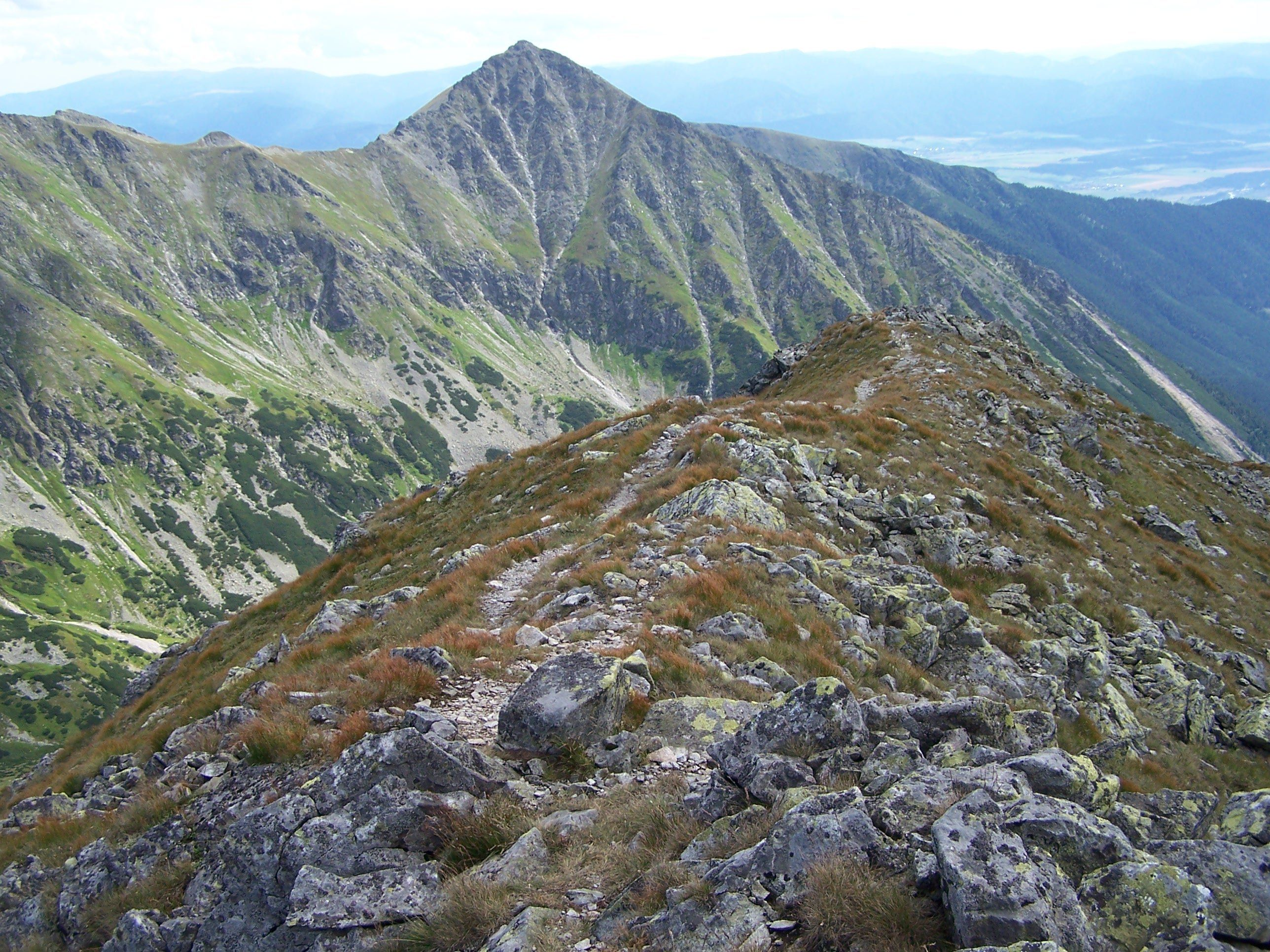

西喀爾巴阡山脈是歐洲中部的山脈，屬於喀爾巴阡山脈的一部分，從波蘭和斯洛伐克接壤的邊境一直延伸至捷克和奧地利，面積約70,000平方公里，最高點海拔高度2,655米。